# Port de Pivdennyi
Le port de Pivdenny est un port d'Ukraine sur la mer Noire situé dans la ville de Youjne en Ukraine.

## Histoire
Le port portait le nom de Pivdenny jusqu'en 2017 avant d'être le port de Youjne. En 2015 il était l'un des plus rentables de l'Ukraine. Le port dispose d'installations spécialisées pour le charbon, le minerai de fer, le pétrole, les produits chimiques, etc. Youjné est le deuxième port d'Ukraine après celui d'Odessa, avec un trafic de 20,7 millions de tonnes en 2005. En 2011, le trafic du port de Youjné s'est élevé à 22 639 100 tonnes ; le 17 avril 2019 il est renommé Port du sud. Il est relié à l'oléoduc Droujba.
En décembre 2021 le trafic du port était de 5.77 millions de tonnes.
Le port est également le point de départ du pipeline d'ammoniac Togliatti—Odessa servant à transporter de l'ammoniac jusqu'à la ville russe de Togliatti, sur les rives de la Volga. En juin 2023, durant la guerre russo-ukrainienne le pipeline explose près de Massioutovka (uk), un petit village de l'oblast de Kharkiv,,.

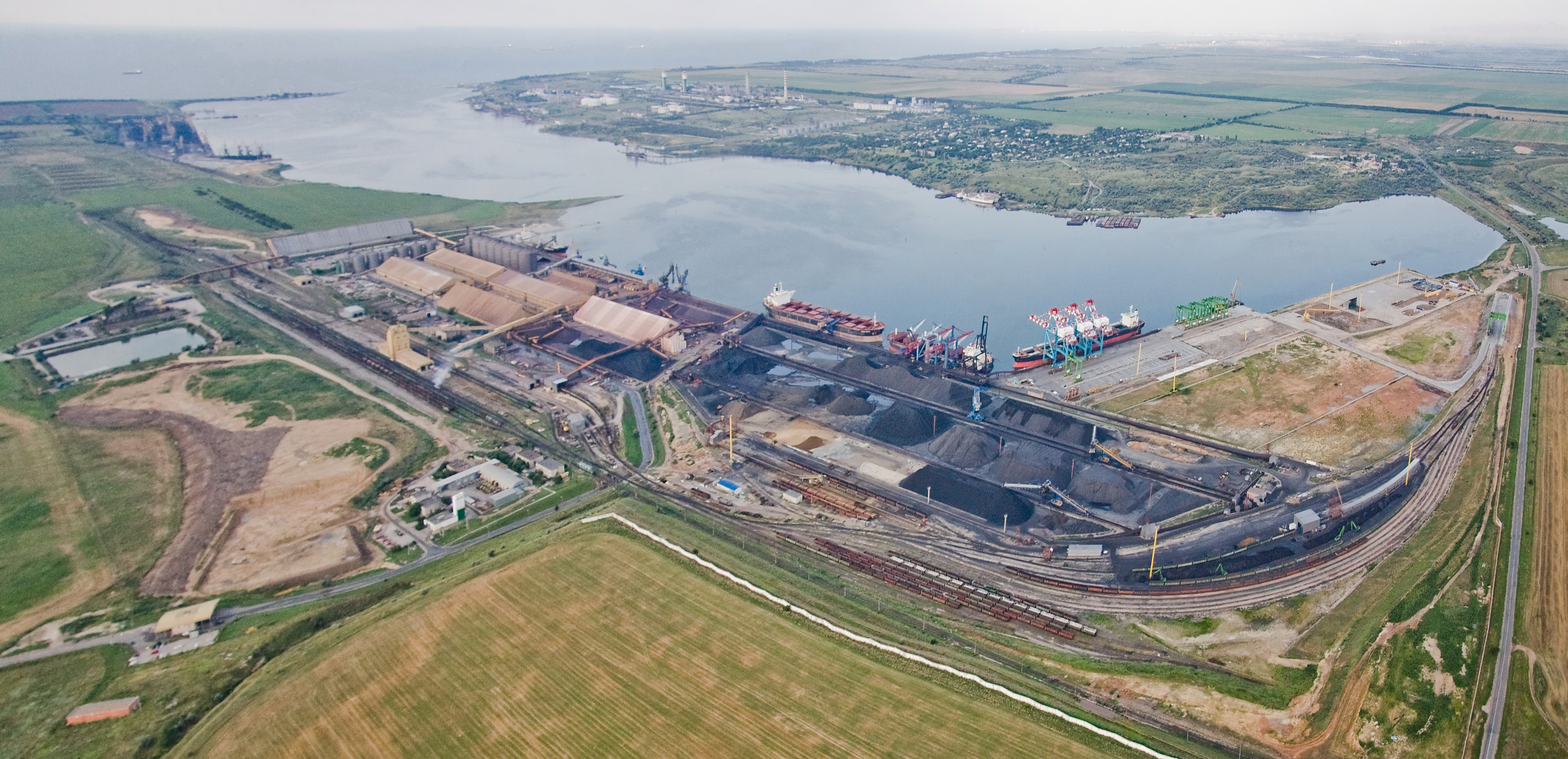
En 2010,
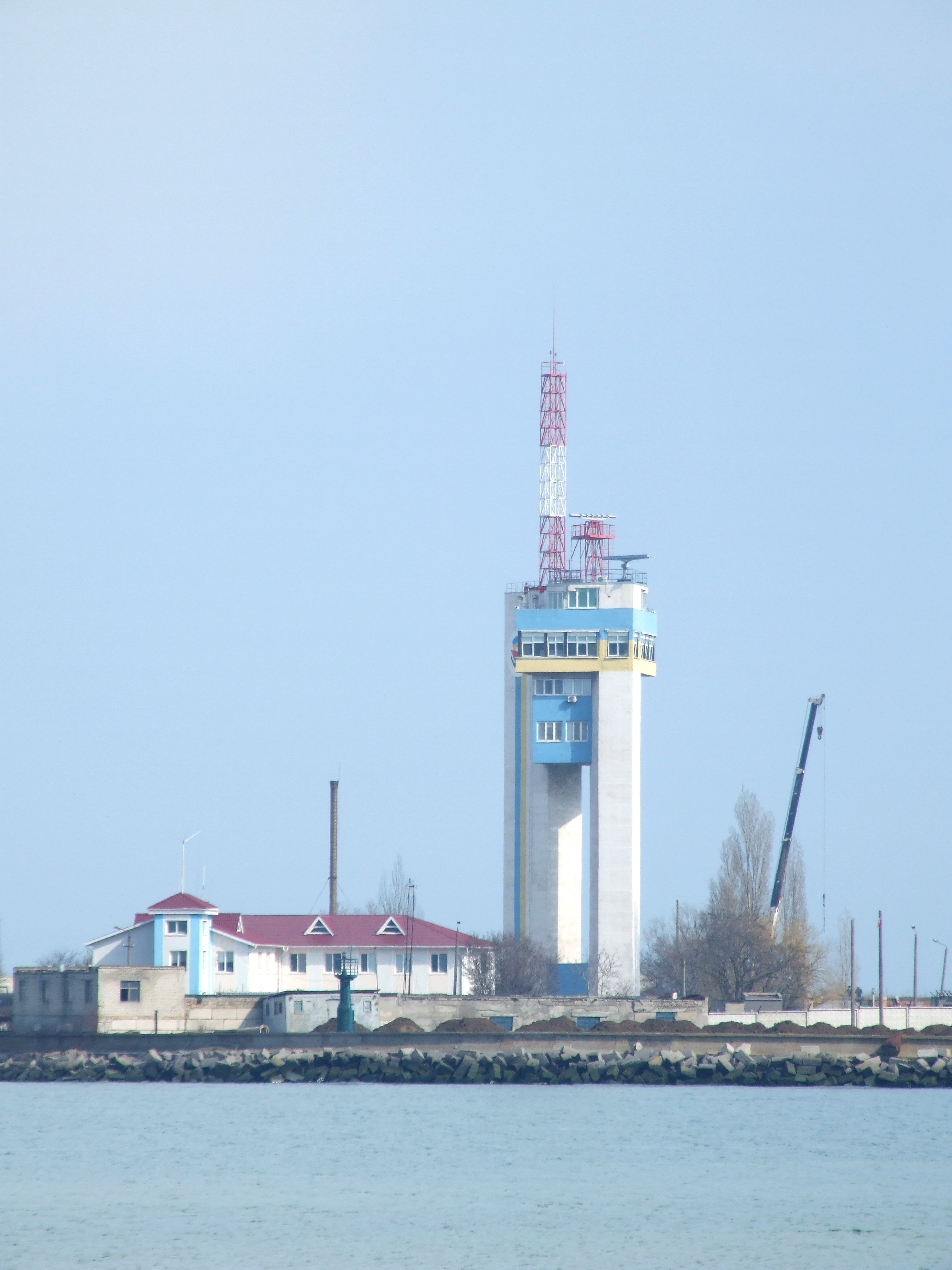
radar portuaire,
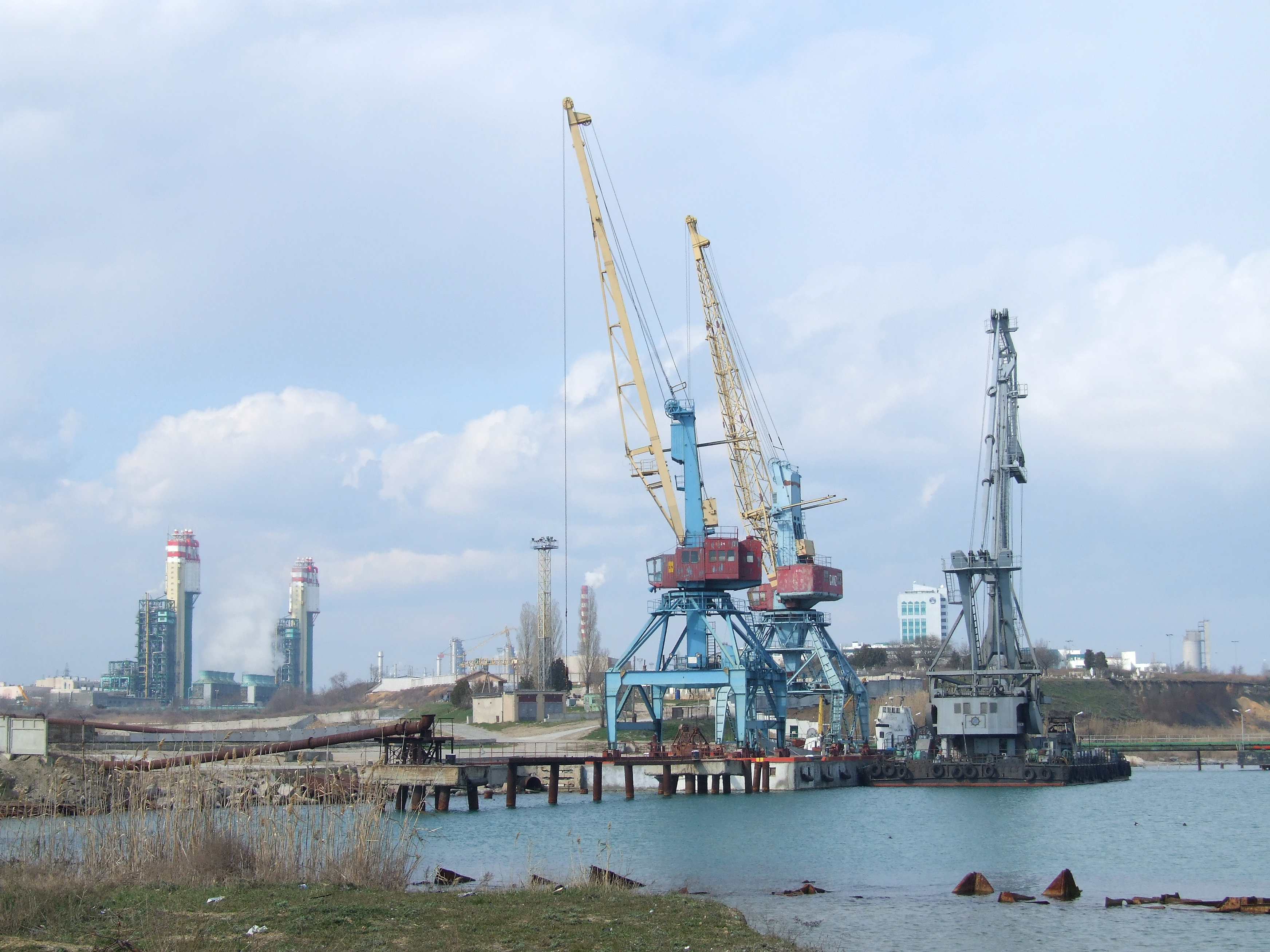
installation portuaire.

## Infrastructures et installations
Il est géré par l'Autorité portuaire d'Ukraine qui est sous l'autorité du Ministère de l'Infrastructure (Ukraine).

## Caractéristiques
Capable d'accueillir des navires de 100 000 tonnes de port en lourd.